# The First Team

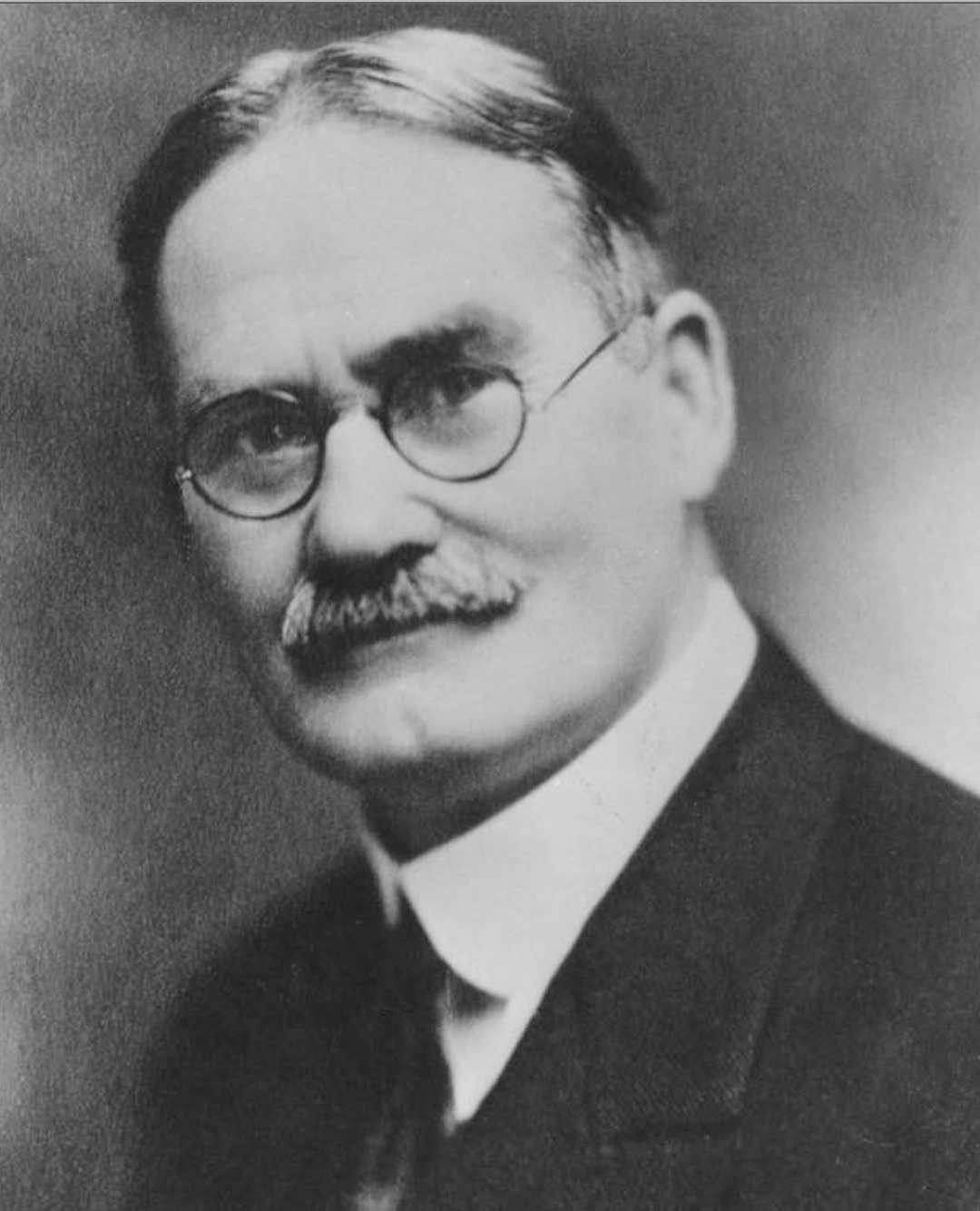
Fotografía de James Naismith tomada alrededor de 1920 por el Springfield College

The First Team fueron los primeros jugadores en disputar un partido de baloncesto, enseñados en 1891 por James Naismith, el inventor del deporte. Jugaron el primer partido de baloncesto el 21 de diciembre de 1891, que finalizó con un resultado de 1-0. El equipo constaba de 18 jugadores que estaban estudiando en Springfield, Massachusetts. El equipo en su totalidad fue incluido en el Basketball Hall of Fame como parte de la inaugural clase de 1959 por sus esfuerzos en popularizar el deporte y como pioneros en el juego del baloncesto.

## Miembros del equipo
Los siguientes están reconocidos por el Basketball Hall of Fame como miembros del "The First Team":
- Lyman Archibald
- Franklin Barnes
- Wilbert Carey
- William Chase
- William Davis
- George Day
- Benjamin French
- Henry Gelan
- Ernest Hildner
- Genzabaro Ishikawa
- Raymond Kaighn
- Eugene Libby
- Finlay MacDonald
- Frank Mahan
- Thomas Patton
- Edwin Ruggles
- John Thompson
- George Weller